# 馬允中 (正德進士)
馬允中（1474年—？年），字宗堯，直隶顺德府鉅鹿縣人，明朝政治人物。

## 生平
治《詩經》，行二，由國子生中式辛酉科（1501年）順天府鄉試第八名舉人，年三十五歲中式正德三年（1508年）戊辰科會試第二百八十三名，第二甲第一百三名進士。

## 家族
曾祖馬綬。祖馬恭，训術。父马骐，知县。母赵氏。具庆下，兄馬時中（贡士）、弟执中、至中。
嘉靖帝馬常嬪為馬允中姪女。